# Amaurose-Hypertrichose-Syndrom
Das Amaurose-Hypertrichose-Syndrom ist eine sehr seltene angeborene Erkrankung mit einer Kombination von Netzhautdystrophie und Hypertrichose.
Das Syndrom ist nicht mit dem Jalili-Syndrom, einer Kombination von Amelogenesis imperfecta und Zapfen-Stäbchendystrophie, zu verwechseln.
Die Erstbeschreibung stammt aus dem Jahre 1988 durch den Augenarzt I. K. Jalili.

## Verbreitung
Die Häufigkeit wird mit unter 1 zu 1.000.000 angegeben, bislang wurden zwei Betroffene in einer Familie beschrieben. Die Vererbung erfolgt autosomal-rezessiv.

## Ursache
Die Ursache ist nicht bekannt.

## Klinische Erscheinungen
Klinische Kriterien sind:
- Manifestation im Neugeborenenalter
- schwere Netzhautdystrophie mit Sehstörungen und Photophobie, keine Nachtblindheit
- Behaarungsstörungen wie Trichomegalie, buschige, zusammengewachsene Augenbrauen mit Synophrys und überschießende Behaarung an Gesicht und Körper